# Amir Arison
Amir Arison (Saint Louis, 24 de março de 1978) é um ator estadunidense. Ele é mais conhecido por seu papel como agente especial Aram Mojtabai em Lista Negra, da NBC.

## Biografia
Arison começou sua carreira na televisão em 2003 como um extra na novela Guiding Light. Ele apareceu em várias soap opera ao longo dos anos, incluindo As the World Turns, onde interpretou um agente do FBI. Ele teve um papel recorrente no seriado Law & Order: Unidade de Vítimas Especiais como Dr. Manning e fez aparições especiais em séries como Fringe, NCIS, Medium e State of Georgia. Em 2010, ele foi escalado para o programa In-Security da TBS.
Em outubro de 2011, Arison fez aparições em Homeland como o Príncipe Farid Bin Abbud por dois episódios. No mês seguinte, ele fez uma aparição em um episódio de American Horror Story.
Depois de várias participações especiais em Gossip Girl: A Garota do Blog, True Justice e The Mentalist, ele foi escalado para a websérie de Bryan Singer, H+: The Digital Series, como Dr. Gurveer. No final de 2012, ele assinou contrato para um papel recorrente em Hora Zero da ABC.
Desde 2013, Arison desempenha um papel recorrente em Lista Negra, da NBC.